# Station Thuès-les-Bains
Station Thuès-les-Bains is een spoorwegstation in de Franse gemeente Thuès-Entre-Valls op het traject van de spoorlijn Villefranche-Vernet-les-Bains - Latour-de-Carol (in de volksmond de 'Gele trein').

## Foto's

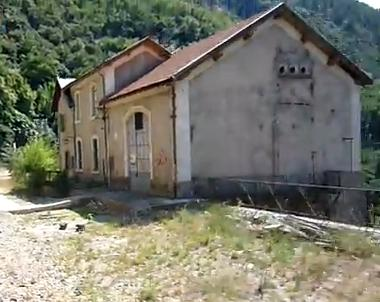
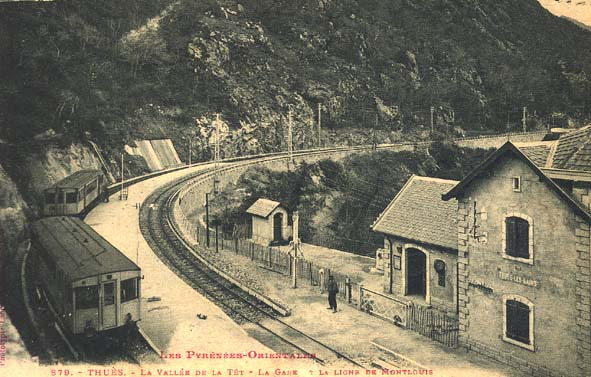